# Tytroca alabuensis
Tytroca alabuensis là một loài bướm đêm trong họ Erebidae.